# Комахи в культурі

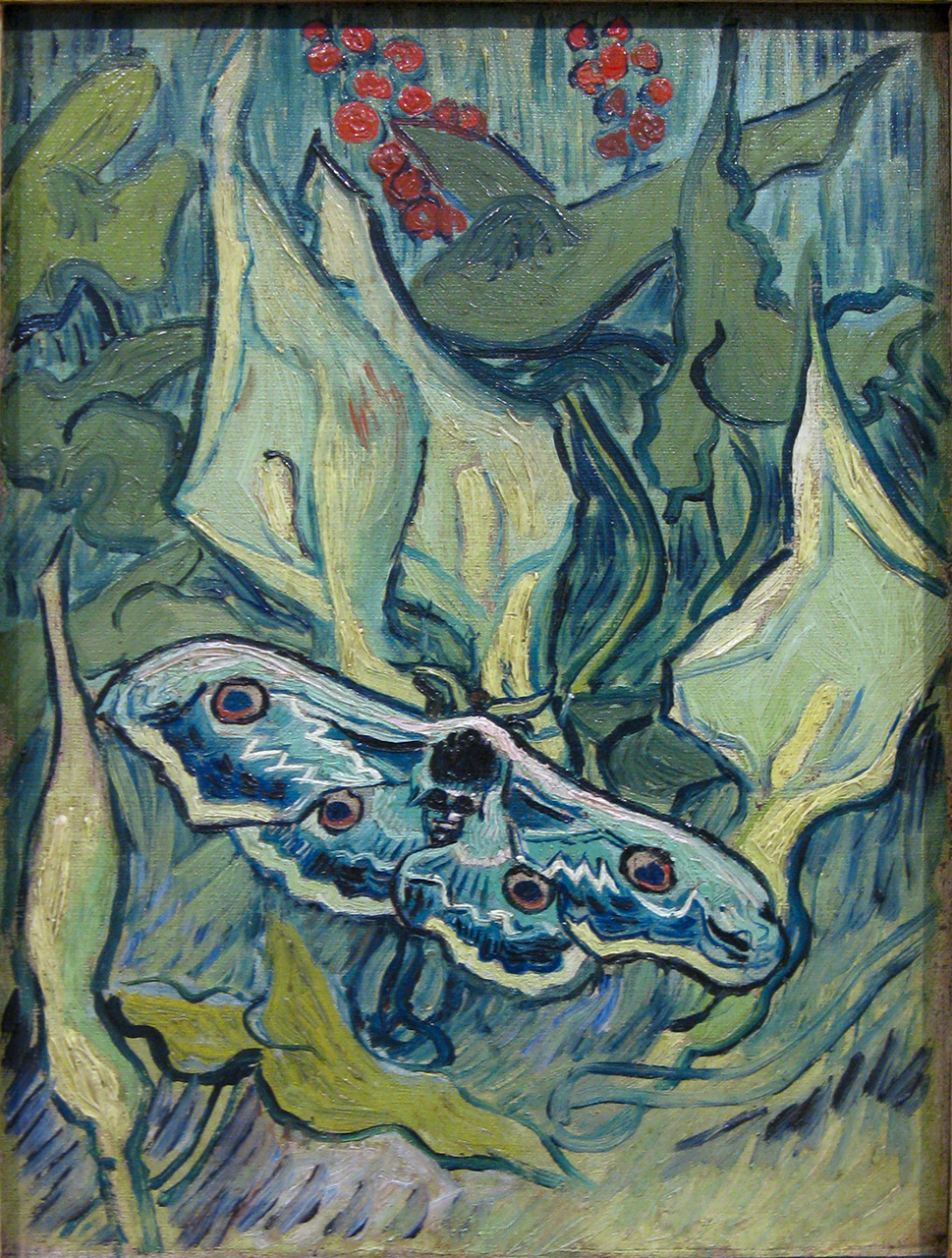
«Бражник мертва голова» (картина роботи нідерландського художника Вінсента ван Гога)

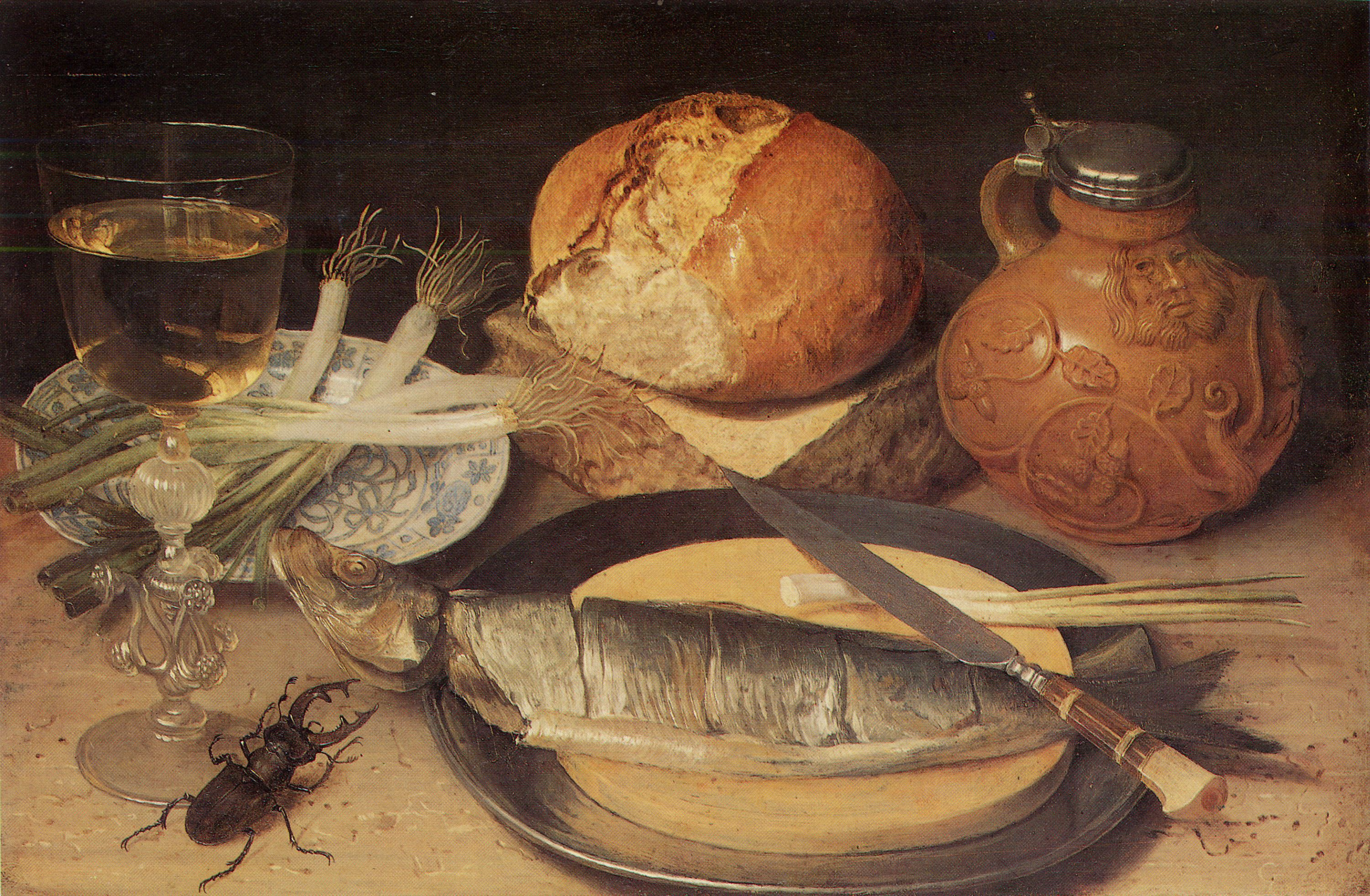
Натюрморт із зображенням жука-оленя (німецький художник Георг Флегель)

Кома́хи в культу́рі — використання образу комах у міфології, фольклорі, художній літературі, образотворчому мистецтві, філателії, нумізматиці, геральдиці тощо. Комахи (у науковій систематиці — клас безхребетних тварин типу членистоногих) у житті людини завжди відігравали та відіграють як негативну, так і позитивну роль. З одного боку, багато комах є шкідниками сільськогосподарських культур, харчових продуктів, а також паразитами людей, тварин та рослин. З другого — деякі види комах приносять значну користь: беруть участь у ґрунтоутворенні, запилюють квіткові рослини, в Азії, Африці та Південній Америці комах вживають у їжу. Одомашнення бджоли медоносної та шовкопряда шовковичного дало змогу людині отримувати мед та шовк, із червця́ (кошенілі) виготовляють фарбу. Велике значення цього класу тварин для людини не могло не позначитися й на культурі. У давнину деякі види комах мали символічне та сакральне значення (скарабеї), про інших складали містичні легенди. Наприклад, метелик бражник мертва голова дістав свою назву через малюнок у вигляді черепа на його спинці. За легендами, бражника мертва голова вважали провісником лиха, смерті, війн та епідемій. Поведінка тих чи тих комах викликала асоціації з поведінкою людей, що знайшло відображення у фразеології. Алегоричні образи комах неодноразово використовували письменники в різні часи, щоб показати певні типи та характери людей: мудрих та працелюбних (бджоли, мурахи), надокучливих (мухи) та ін. Естетично привабливий вигляд деяких комах (метеликів, жуків) надихав і надихає митців на створення полотен. Комах також викарбовують на монетах, зображують на поштових марках, у кінематографі тощо. 

## Міфологія

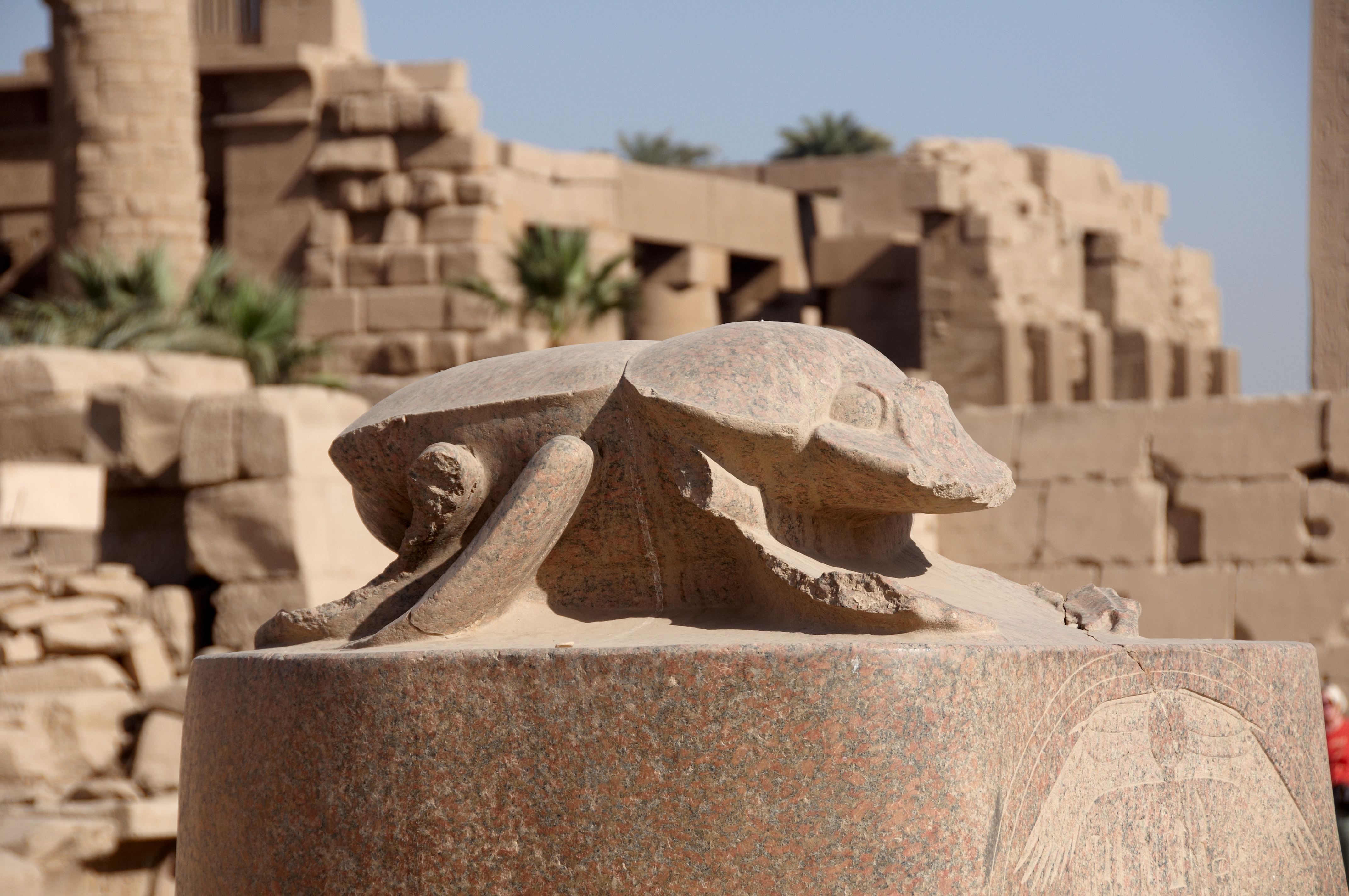
Давня скульптура жука-скарабея в м. Луксорі, Єгипет

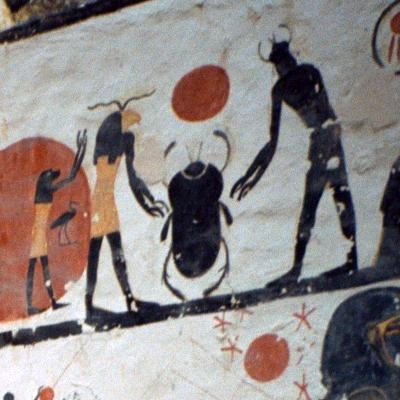
Зображення жука-скарабея на стіні гробниці

У міфології різних народів образи тих чи тих комах відігравали певну сакральну роль. Так, у єгипетській міфології шанували символ священного скарабея, жука-гнойовика з родини Scarabaeidae. Священні скарабеї живляться гноєм тварин, з якого спершу скачують кульки. Стародавні єгиптяни в цій поведінці вбачали прообраз руху Сонця — світила, якому вони поклонялися найбільше. Культ священного скарабея був настільки поширеним у Стародавньому Єгипті, що у формі жука виготовляли печатки, амулети, магічні предмети й прикраси, його зображували на папірусах, фресках гробниць. Єгипетського бога Хепрі зображували з головою у вигляді скарабея. Символічне значення жука-скарабея відбито і в його науковій назві: Scarabaeus sacer, де видова назва sacer в перекладі з латинської мови означає святий, священний. Звідси й українська калькована назва виду. Цей вид жука також поширений і в Україні. Він є рідкісним, а тому перебуває під охороною і входить до Червоної книги України.
Вірування, пов'язані з комахами, були і в давніх слов'ян. Про це, зокрема, свідчить етимологія деяких із назв комах у слов'янських мовах. У російській мові питоме слово ба́бочка утворено за допомогою зменшено-пестливого суфікса -очка від іменника баба, який мав значення «метелик». Слово баба з таким значенням виникло лексико-семантичним способом на основі слова баба в значенні «відьма, чаклунка < стара». Річ у тому, що, за старими повір'ями, метеликів вважали таємними чаклунами. В українській мові подібна ситуація: слово бабка, що на відміну від російської лексеми бабочка означає зовсім інших літаючих комах, так само утворилося на основі баба в значенні «відьма, чарівниця». У минулому деякі неприємні види комах приймалися за чарівників. Назва бабка «зумовлена уявленням про переселення душі померлого (баби) в комаху».

## Фольклор
Алегоричні образи комах трапляються як в українському, так і зарубіжному фольклорі. Так, в українській народній казці «Хвалькувата муха» розповідається про те, як з поля ввечері чотири воли тягнули важкий плуг додому. У цей час надлітає уперта муха, поважно сідає на ріг одного з волів і сидить собі. Тим часом надлітає друга муха й питає ту, що сидить на волячому розі:

| — А ти звідки їдеш, сестро? — З поля, — відповідає та, — цілий день орала з волами, аби люди мали хлібця досить! |
У кінці одразу після діалогу розкривається мораль казки: «Що варт такий чоловік, котрий чужою працею хвалиться?..»
Образи відомих в Україні комах можна зустріти й в народній фразеології. Наприклад, найвідоміші з них:
- Як бджіл у вулику (багато, безліч);
- Немов ґедзь укусив (хто-небудь дуже нервує, перебуває в неврівноваженому стані, проявляючи впертість, химерність тощо);
- Жуки в голові (у кого-небудь не все гаразд із розумовими здібностями);
- Комар носа не підточить (дуже якісно, бездоганно зроблено);
- Ніби комашки забігали по спині (хтось відчув страх, переляк);
- Як мурашви́ (зневажл. дуже багато кого-, чого-небудь);
- Вертітися як муха в окропі (не сидіти на місці);
- [Якась] муха вкусила (ірон. щось комусь спричинило поганий настрій, хтось дратується, нервує).

## Релігійна література

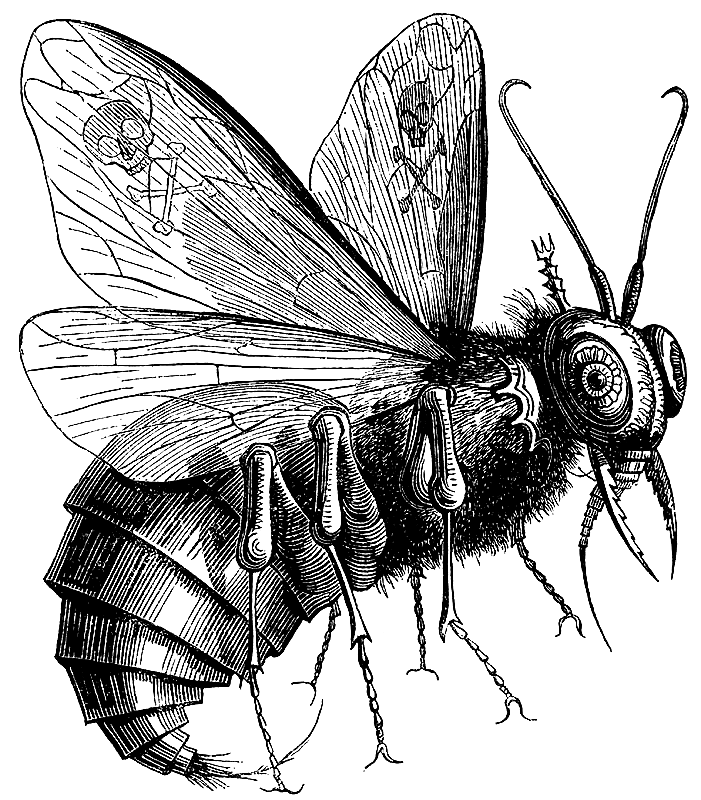
«Вельзевул», малюнок Коллена де Плансі в «Пекельному словнику» (Dictionnaire Infernal), Париж, 1863

У текстах релігійного характеру (Біблія, Коран та ін.) нерідко описуються комахи, що мають певне символічне значення. Так, в одній із книг Біблії, Виході, розповідається про десять кар єгипетських. Фараон тримав у неволі юдеїв. Мойсей кілька разів просив фараона відпустити їх. Утім, фараон постійно відмовляв. Тому Бог вирішив покарати фараона, насилаючи по черзі страшні кари. Для покарання Бог використав і комах: у третій карі — це були рої маленьких, злих та набридливих мух, четвертій — собачих мух, восьмій — сарана, яка поїла всі фрукти, що залишилися після граду. Однак фараон відпустив синів Ізраїлевих лише після десятої кари. Ось як описано одну з кар за участю комах (Вихід 8:20):
|  | І зробив Господь так. І найшла численна мушня на дім фараона, і на дім рабів його, і на всю єгипетську землю. І нищилась земля через ті рої мух! |

У Старому Завіті йдеться про Вельзевула — одного із злих духів, помічника диявола. Слово Вельзевул (івр. בעל זבוב) у перекладі з івриту означає «володар мух». У «Пекельному словнику» (фр. Dictionnaire Infernal) французького письменника, автора праць з окультизму та демонології Коллена де Плансі є зображення цього духа у вигляді мухи. В англійського письменника Вільяма Голдінга є роман «Володар мух» (англ. The Lord of the Flies), назва якого є алюзією, натяком на Вельзевула. 
У священному письмі мусульман, Корані, розповідається про мурах (сура 27): 
| Коли вони прибули в долину мурах, мураха сказала: «О мурахи! Увійдіть до своїх жител, щоб Сулайман і його військо не почавили вас, навіть не відчувши цього!» |

## Художня література

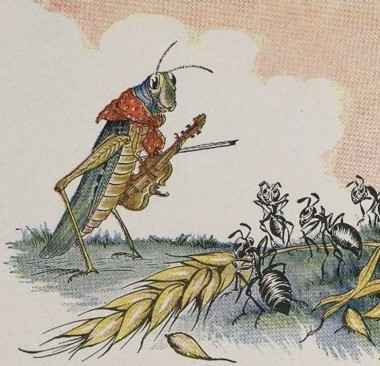
Ілюстрація до байки Езопа

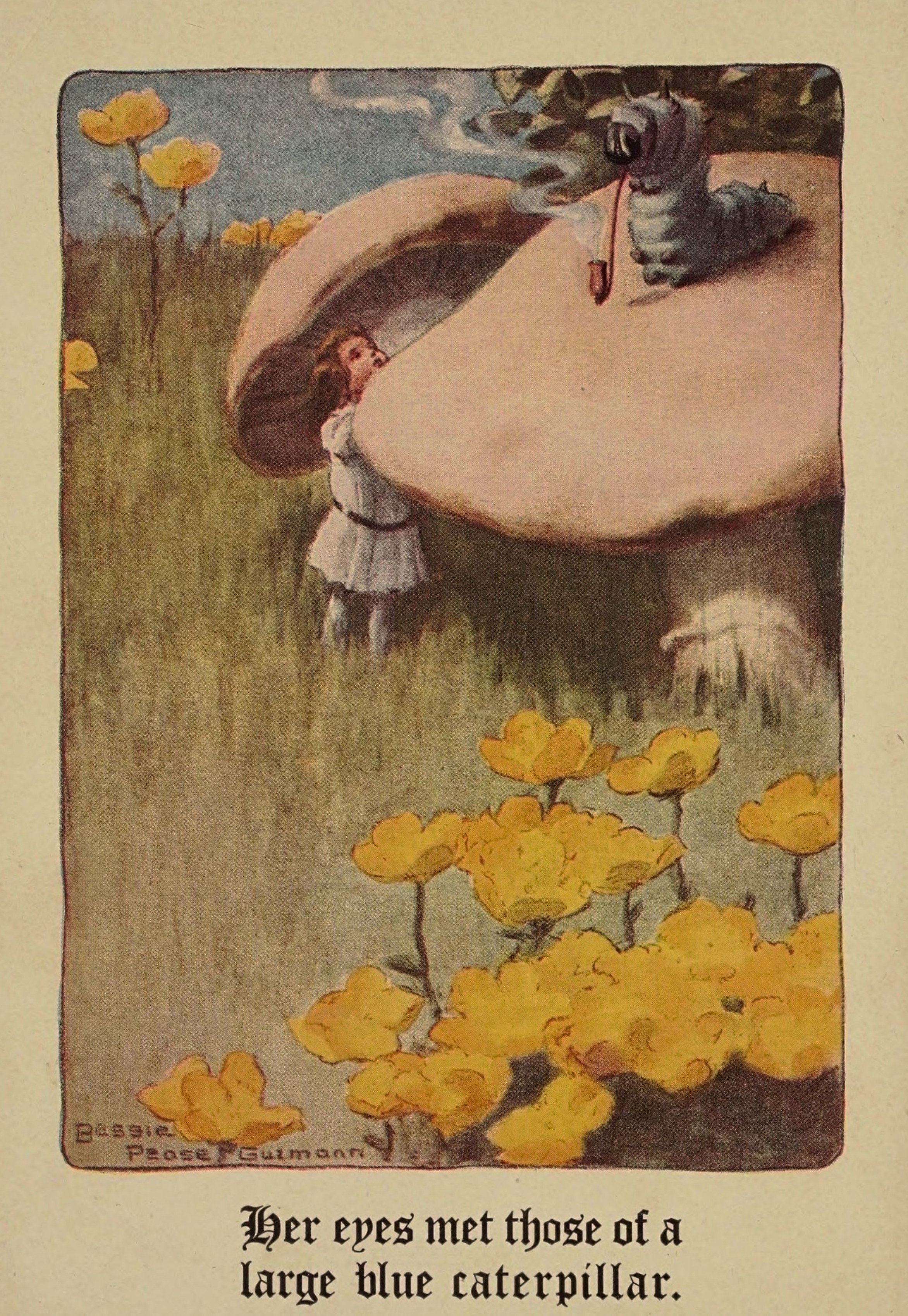
Ілюстрація до твору Льюїса Керролла Аліса в Країні чудес

Образи тих чи тих комах у своїй творчості активно використовували як українські, так і зарубіжні майстри пера: Григорій Сковорода, Тарас Шевченко, Леонід Глібов, Аристофан та багато інших. 
- Український філософ та просвітитель Григорій Сковорода написав відому байку «Бджола та Шершень»[13], в якій алегоричні образи комах допомагають краще розкрити суть так званої «сродної праці». У байці відбувається діалог між Бджолою та Шершнем. Шершень дивується «дурості» Бджоли, яка, на його думку, дарма робить мед, адже його часто споживають не бджоли, а люди. Бджола ж відповідає йому, що для них «…незрівнянно більша радість збирати мед, аніж його споживати». Таким чином, для Бджоли це «сродна праця», що відповідає її покликанню. У силі (моралі) байки Сковорода розкриває суть цієї суперечки, пишучи, що Шершень — «се образ людей, котрі живуть крадіжкою чужого і народжені на те тільки, щоб їсти, пити і таке інше. А бджола — се символ мудрої людини, яка у природженому ділі трудиться».

- У другому рядку першої строфи вірша—ідилії українського поета Тараса Шевченка «Садок вишневий коло хати» фігурують хрущі — досить поширений вид жуків в українських селах тих часів. Хрущі у вірші поета виступають художнім образом, що дає змогу створити цілісну ідилічну картину життя української селянської родини. «Гудіння хрущів над вишнями» підкреслює єднання природи і людини, їхню гармонію:

| Садок вишневий коло хати, Хрущі над вишнями гудуть, Плугатарі з плугами йдуть, Співають ідучи дівчата, А матері вечерять ждуть. |

- В українського байкаря Леоніда Глібова (1827–1893) є невеличкий акровірш під назвою «Що за птиця?». За першими літерами кожного рядка можна вгадати назву відомої для всіх надокучливої комахи:

| Між людьми, як пташка, в'ється, У людей і їсть, і п'є; Ходить старець, просить, гнеться, А у неї всюди є. |

- Одна з п'єс старогрецького письменника, «батька комедії» Аристофана має назву Оси, відомих всім надокучливих і кусючих комах. Комедія вийшла в українському перекладі Володимира Свідзинського.

- У легендарного давньогрецького байкаря Езопа є, зокрема, твори, у яких в алегоричних образах виступають комахи. Так, у байці «Мурашка і Жук» розповідається про те, як улітку Мурашка «...збирала зернятка пшениці й ячменю і запасалася кормами на зиму». Цьому дуже дивувався Жук, який вважав, що в літню пору слід відпочивати. Однак, коли настала зима і Жук лишився без харчів, він прийшов до Мурашки просити їсти. Мурашка йому відповіла: «О Жуче, якби ти працював тоді, коли я, замість того, щоб лаяти мене, тобі не бракувало б тепер їжі». У кінці байки Езоп підсумовує: «Так і люди: при достатках не думають про майбутнє і тяжко бідують, коли їм зрадить доля». Байки Езопа неодноразово перекладали українською.

- Одним із персонажів відомої в усьому світі казки англійського математика, поета та письменника Льюїса Керролла Аліса в Країні чудес є велика блакитна Гусениця (англ. The Caterpillar), яка сидить на великому грибові та попихкує великою люлькою. Гусениця вважає, що її зріст у 3 дюйми — чудовий розмір. Алісі Гусениця не подобається і навіть дратує її, оскільки та не звертає на неї уваги і ставить дивні запитання. Потім Гусениця пояснює Алісі, як зменшити чи збільшити свій розмір[14]. Українською мовою казку перекладали Г. Бушина та В. Корнієнко.

- В оповіданні «Перевтілення» (нім. Die Verwandlung) німецького письменника Франца Кафки головний герой Ґреґор Замза, прокинувшись уранці, помічає, що з ним відбулася дивна метаморфоза: він обернувся на страхітливу й незграбну комаху. Попри таку несподівану подію, Замза зберігає здоровий глузд та добре усвідомлює те, що відбувається. Родина, дізнавшись про перевтілення, жахнулася. Батьки відвернулися від нього, адже він був єдиним годувальником, а тепер став морокою. Замза постійно перебуває в кімнаті. Його жаліє лише сестра. Родина була змушена пустити до себе квартирантів, щоб хоч якось заробляти. Згодом його перестає жаліти навіть сестра. Врешті-решт, Замза вмирає, а родина про нього забуває. Українською мовою оповідання переклав Євген Попович.

- Персонажів-комах використовував у своїх творах і російський письменник, байкар та журналіст Іван Крилов. Одна з його найвідоміших байок — «Бабка та Мурашка» (рос. Стрекоза и муравей). Алегоричні образи, втілені в комахах, представляють два типи людей: безтурботних і веселих та практичних і розважливих. Для зображення другого типу Іван Крилов недарма обирає алегоричний образ мурашок, адже мурахи в природі дійсно є практичними та невтомними істотами. У байці розповідається, як Бабка все літо проспівала та веселилась. Мурашка ж дбала про зиму. Коли ж стало холодно, Бабка пішла до Мурашки, щоб та її нагодувала та обігріла. Мурашка спитала Бабку, чи працювала вона влітку. Коли Мурашка почула, що Бабка все літо розважалася піснями, не стала її до себе приймати і порадила ще й піти станцювати. Перші рядки байки Крилова стали крилатою фразою.

| Жвава Бабка степова Літо красне проспівала, І незчулась, як настала Холоднеча зимова. |

- Російський радянський письменник, критик, літературознавець та перекладач Корній Чуковський написав відому казку «Муха-цокотуха». Крім Мухи, у казці діють і інші персонажі-комахи.

## Образотворче мистецтво

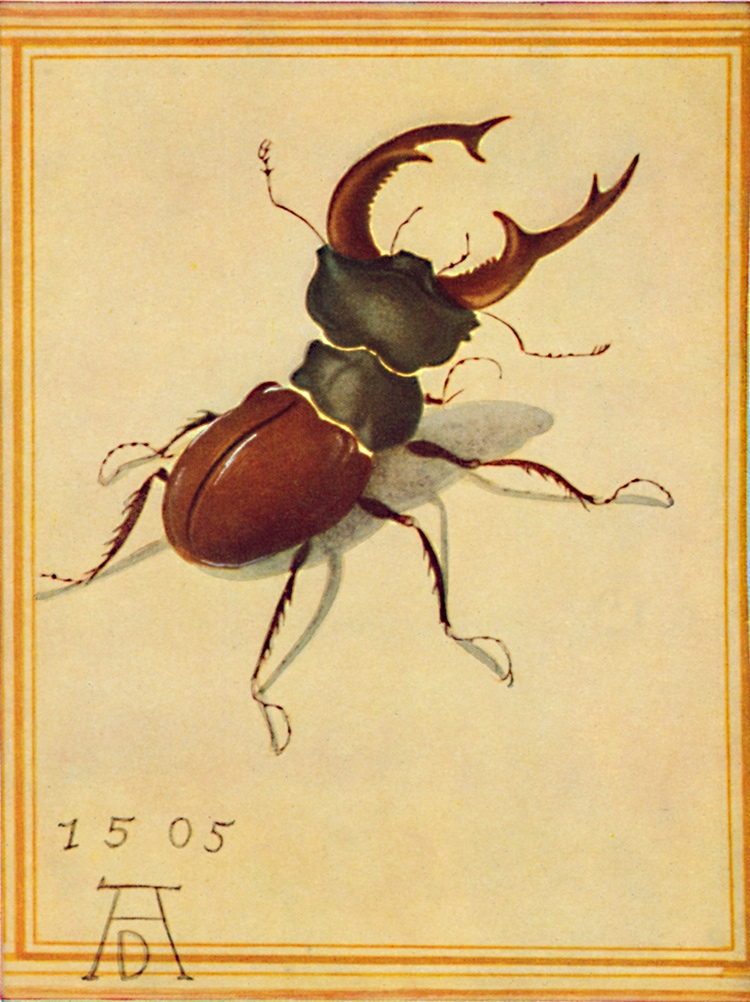
«Жук-олень». Картина роботи видатного німецького художника Альбрехта Дюрера, 1505 р., акварель

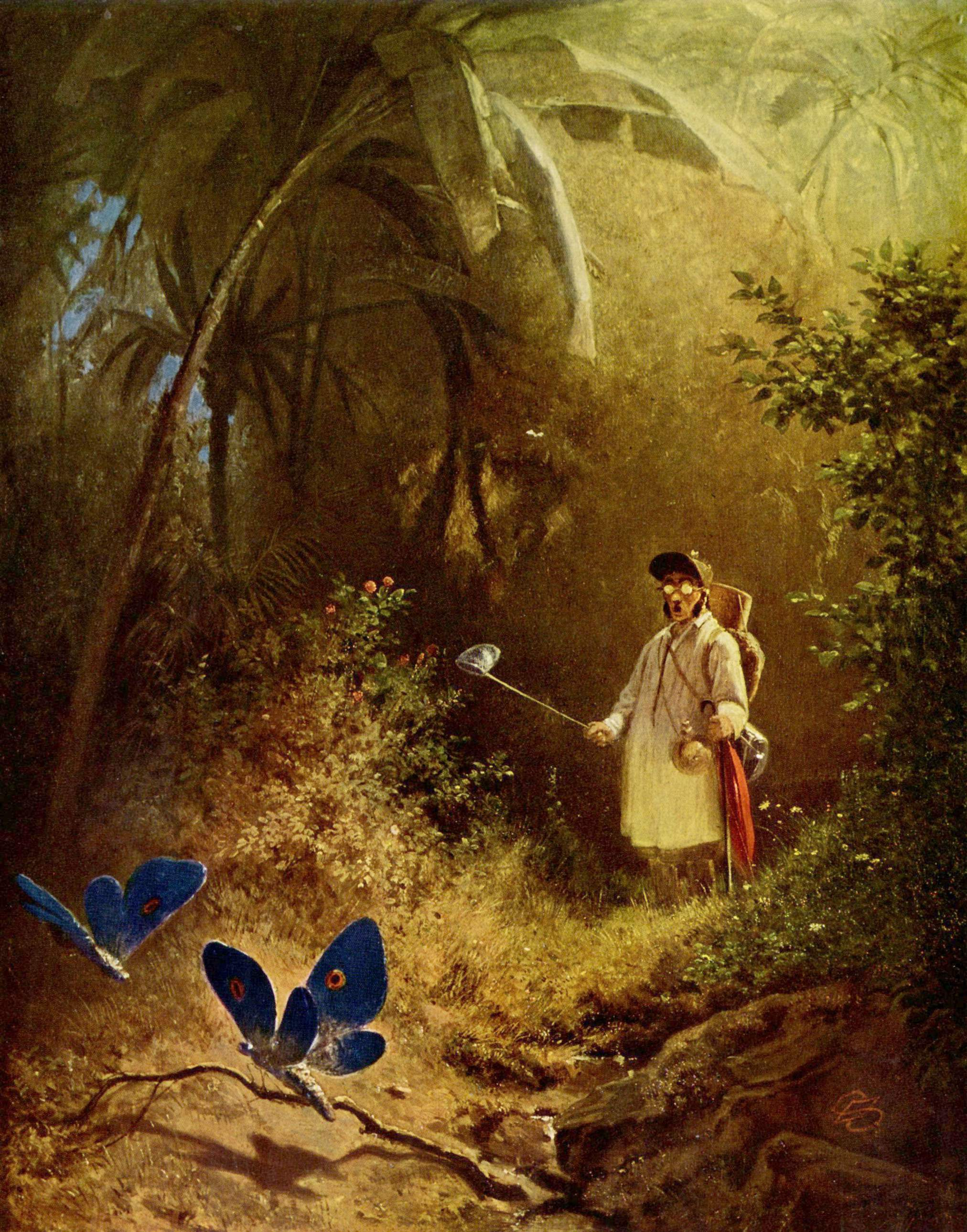
«Мисливець на метеликів». Картина роботи німецького художника Карла Шпіцвеґа, 1840 р.

Для багатьох людей із комахами пов'язані вкрай неприємні асоціації та ситуації: таргани в квартирах, надокучливі комарі та мухи, оси тощо. Утім, деякі представники комах мають естетично привабливий вигляд, що не могло не надихнути майстрів пензля на написання картин. На своїх полотнах комах відтворювали відомі художники різних епох, а саме: Балтазар ван дер Аст, Георг Флегель, Сальвадор Далі, Василь Полєнов та ін. Причому комахи були предметом зображення або в цілому, або як елемент (художня деталь) картини. Серед комах завдяки своєму найрізноманітнішому забарвленню особливу увагу художників привертали метелики, зображення яких знаходять ще на давньоєгипетських фресках. Так, у німецького художника Вільгельма фон Каульбаха є картина «Метелики» (нім. Schmetterlinge, приблизно 1860 рік), іншому відомому німецькому художнику, Карлу Шпіцвеґу, належить картина «Мисливець на метеликів» (нім. Der Schmetterlingsjäger, 1840 рік). На картинах, зокрема, зображували жука-оленя. Наприклад, видатний німецький художник Альбрехт Дюрер 1505 року аквареллю написав картину «Жук-олень». Німецький художник Георг Флегель є автором натюрморту, де серед їжі та столового прибору також намальовано цього жука.
Чимало комах зображено на полотнах та предметах японської епохи Мейдзі

## Філателія
Основна стаття Ентомофілателія
Комах (бджіл, бабок, жуків, метеликів) нерідко зображують на поштових марках різних країн світу: Азербайджану, Білорусі, Вірменії, Молдови, Німеччини, Росії, України, Чилі тощо. Особливо це стосується рідкісних та зникаючих видів, які внесено до червоних книг цих країн. Наприклад, вусач альпійський, деякі види джмелів та ін. Одним із лідерів за кількістю зображень на марках є жук-олень (Lucanus cervus). Утім, трапляються зображення поширених та відомих у певних регіонах видів комах, яким не загрожує зникнення. Неодноразово виходили й цілі серії поштових марок, присвячені комахам. У країнах світу також доволі часто випускають поштові марки, присвячені медоносним бджолам і взагалі бджільництву. Наприклад, в Україні у 2001 році Українське державне підприємство «Укрпошта» випустило блок, присвячений бджільництву. Блок містив 6 марок. 

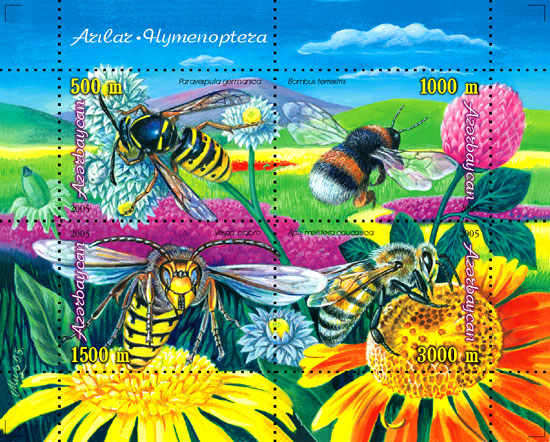
Поштова марка Азербайджану (2005)
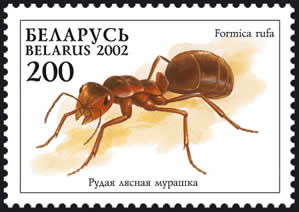
Мурашка руда на поштовій марці Білорусі (2002)
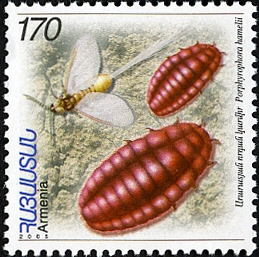
Вірменська поштова марка із зображенням Porphyrophora hamelii (2006)
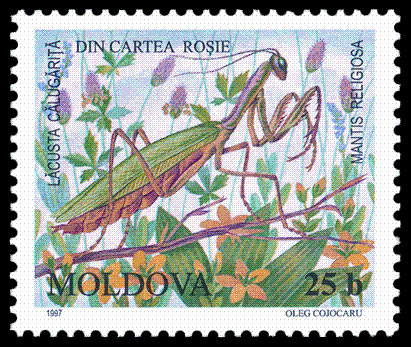
Богомол звичайний на поштовій марці Молдови (1997)
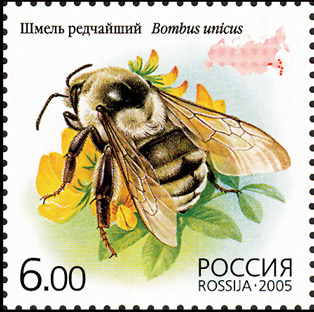
Bombus unicus на поштовій марці Росії (2005)

### Бджоли у філателії

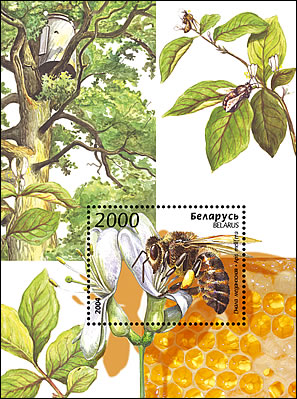
Поштова марка Білорусі (2004)
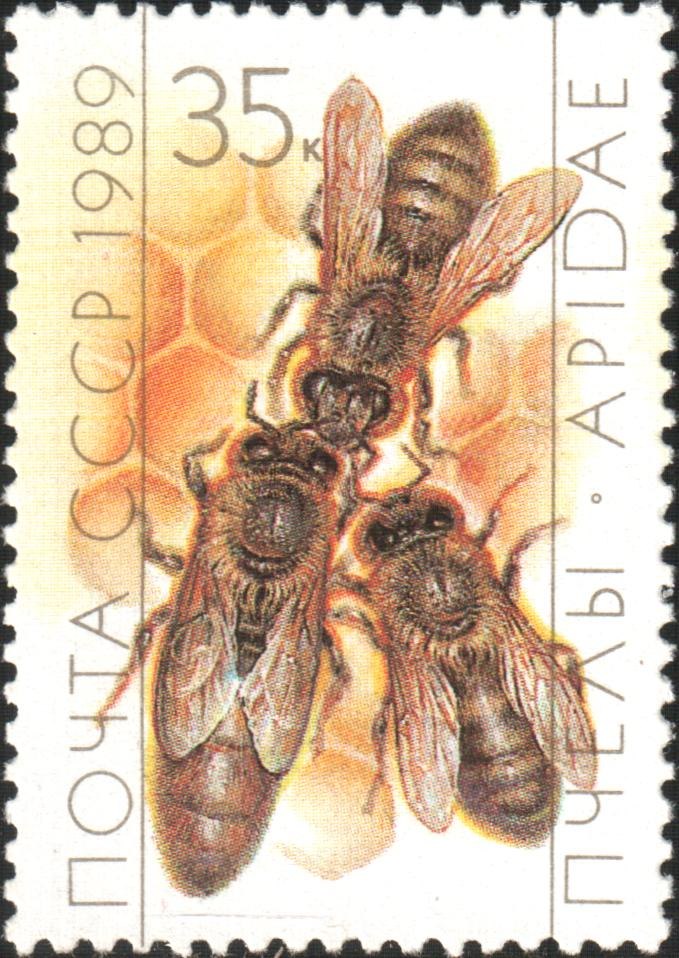
Поштова марка СРСР із серії «Бджільництво» (1989)
Угорська поштова марка із зображенням бджоли та стільників (1958) Угорська поштова марка із зображенням бджоли та стільників (1958)
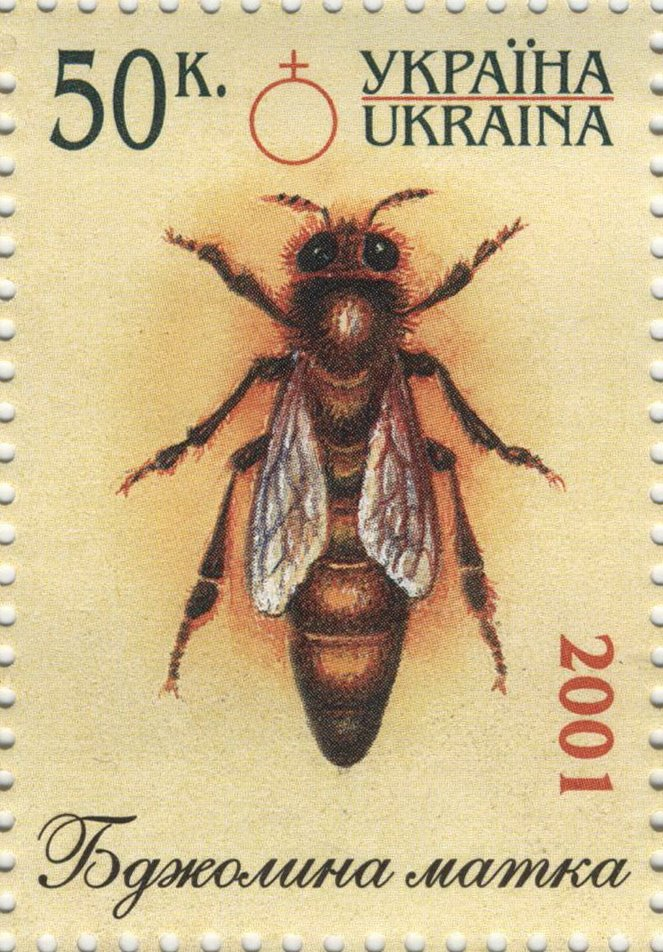
Матка на українській марці (2001)
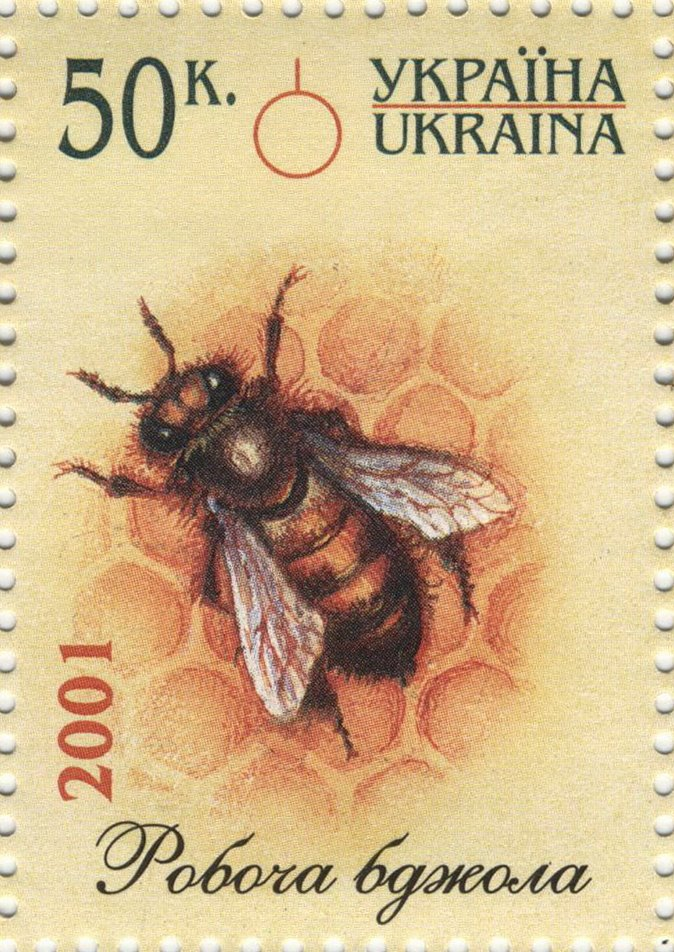
Робоча бджола на українській марці (2001)
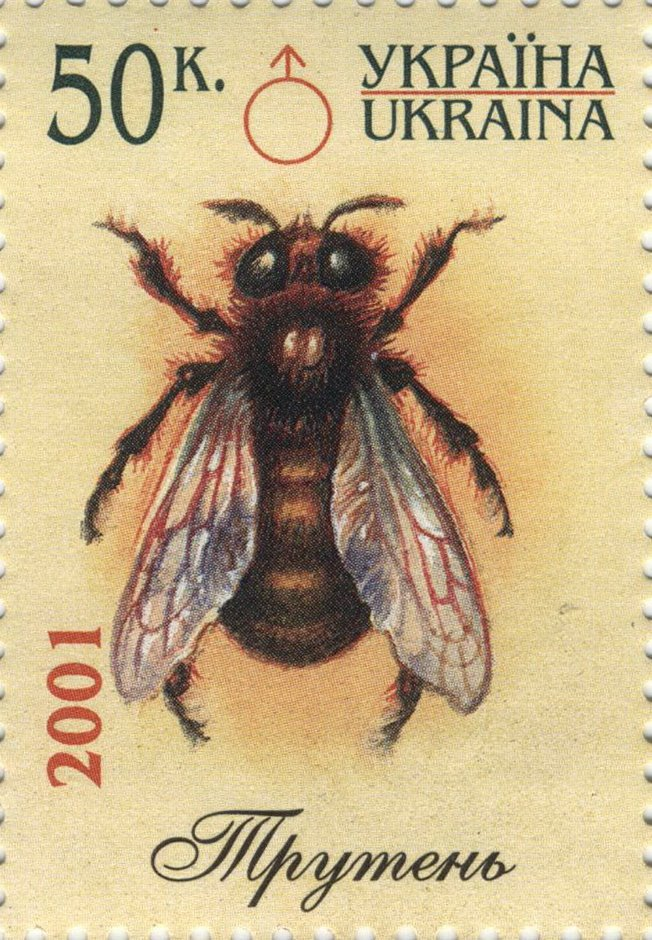
Трутень на українській марці (2001)

## Нумізматика
Зображення комах на монетах викарбовували ще в давні часи. Така практика існує й сьогодні. Так, Національним банком України було випущено три пам'ятні монети: дві (одну виготовлено з нейзильберу, а другу — зі срібла) присвячені «рідкісному виду родини Коники справжні пилкохвосту українському, що живе лише на території України і якого занесено до Червоної книги України»; третя (виготовлена із золота) присвячена бджолі, а саме бджолі медоносній, «що уособлює мудрість, родючість та працьовитість».

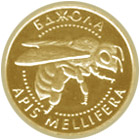
Пам'ятна монета України «Бджола» (реверс)
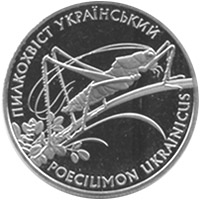
Пам'ятна монета України «Пилкохвіст український» (реверс)
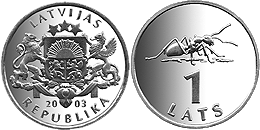
Латвійська монета в 1 лат із зображенням мурахи
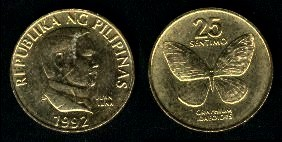
Філіппінські 25 сентімо із зображенням метелика
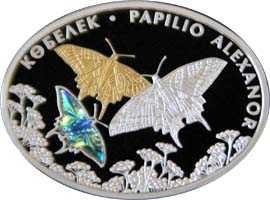
Казахська пам'ятна монета із зображенням метелика виду Papilio alexanor (реверс, срібло)
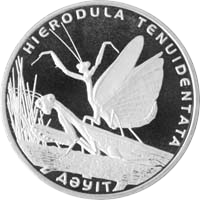
Казахська пам'ятна монета 50 тенге із зображенням богомола виду Hierodula tenuidentata
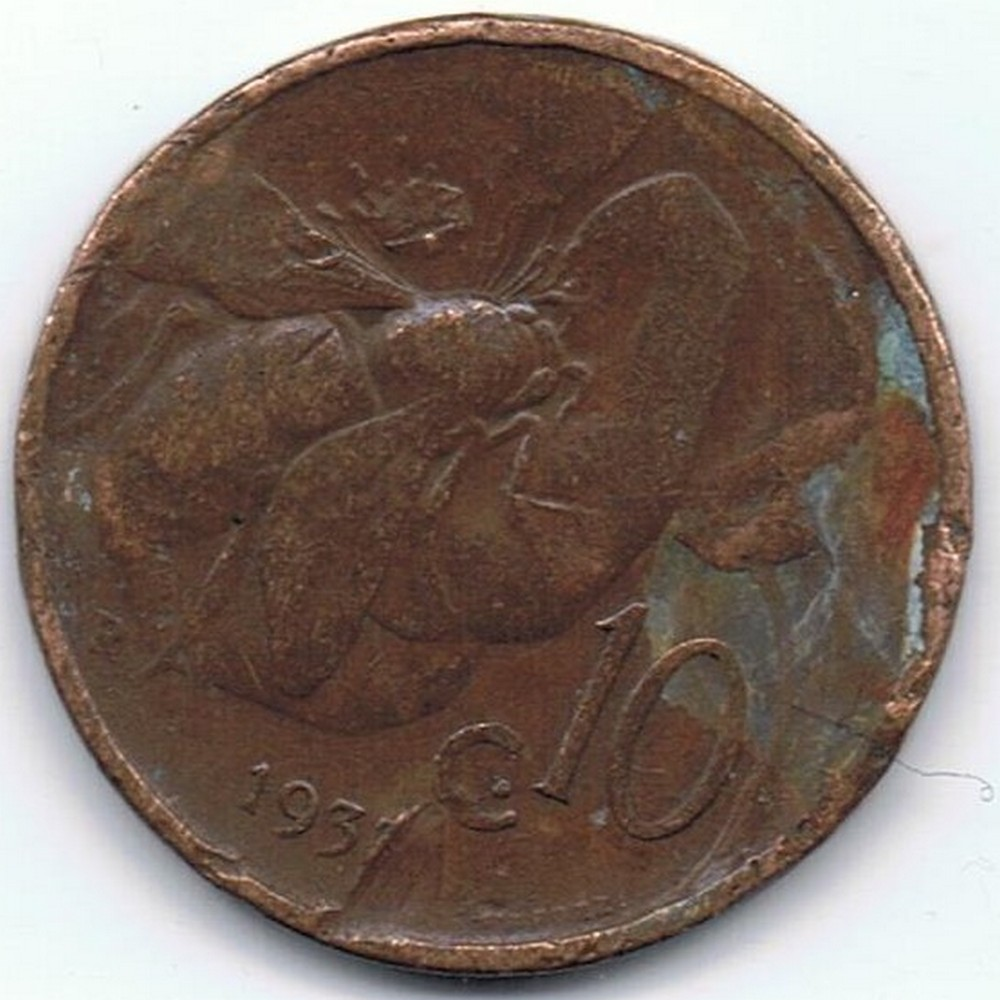
10 чентезимо Королівства Італія 1930-х років із зображенням бджоли

## Геральдика
Зображення комах трапляються на гербах міст, містечок, волостей, муніципалітетів, комун, а також на дворянських гербах. Доволі часто це зображення бджіл, рідше комах, метеликів та гусениць. Комахи на гербах мають певне символічне значення. Наприклад, бджоли й мурахи символізують працелюбність і покірність. Емблеми комах можна зустріти й на гербах українських міст. Наприклад, на гербах таких міст, як Сімферополь і Джанкой (Автономна Республіка Крим) зображено золотих бджіл. 

Герб Джанкоя
Герб Сімферополя
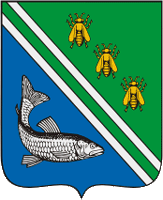
Герб Рибного (Росія)
Герб Тамбова
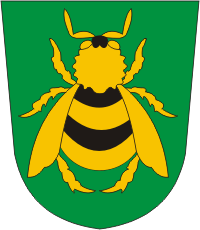
Герб Гуммулі (волості в Естонії)
Герб Манчестера
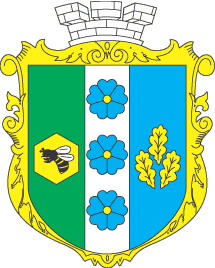
Герб Ємільчиного

## Кінематограф
Образи комах активно використовують у такому популярному виді мистецтва, як кінематограф. Досить часто до образів комах вдаються у фільмах жахів. Наприклад: американські фільми «Вони!» (англ. Them!, 1954), «Жук» (англ. Bug, 1975), «Жуки» (англ. They Crawl, 2001), «Імперія мурах» (англ. Empire of the Ants, 1977), «Мовчання ягнят» (англ. The Silence of the Lambs, 1991), «Рій» (англ. The Swarm, 1978) та ін. Наприклад, у трилері американського режисера Джонатана Деммі «Мовчання ягнят» злочинець клав у рот своїм жертвам лялечок бражника мертва голова. Для нього вони були символом переродження. У такий спосіб він хотів перетворитися на жінку, як лялечка на метелика. У фільмі метелик — важлива художня деталь. На постері фільму зображено жінку, рот якій закриває цей вид метелика. Комахи в природі нерідко є об'єктом для знімання науково-популярних фільмів: французький документальний фільм «Мікрокосмос» (фр. Microcosmos: le peuple de l’herbe, 1996), документальний фільм BBC про наземних безхребетних «Життя в мікросвіті» (англ. Life in the Undergrowth, 2005, ведучий фільму — Девід Аттенборо) тощо. 
Образи комах слугують і для створення мультиплікаційних фільмів. Причому самих комах часто зображують як антропоморфних персонажів. Наприклад: «Бі Муві: Медова змова» (англ. Bee Movie, 2007), «Мураха Антц» (англ. Antz, 1998), «Пригоди Фліка» (англ. A Bug's Life, 1998). Неодноразово також виходили екранізації творів письменників, де діють комахи-персонажі: радянський мультфільм 1976 року «Муха-Цокотуха» як екранізація однойменної казки Корнія Чуковського, «Бабка та Мурашка» (рос. Стрекоза и Муравей, 1913, екранізація однойменної байки Івана Крилова). У 1990-ті роки в Україні був популярним японський серіал Пригоди бджоли Майї, знятий за мотивами книги німецького письменника Вальдемара Бонзельса. Серед персонажів-комах, окрім бджіл, були мухи, гнойовики, сонечка, шершні, коники, бабки, мурахи, богомол, капустянка.

## Музика
Образи комах можна зустріти й у музичному мистецтві, а саме: у назвах гуртів, пісень, на обкладинках альбомів тощо. Так, у назві британського гурту «Adam and the Ants» є назва мурах; американського рок-гурту «Iron Butterfly» — назва метелика. Одна з пісень популярного американського співака Майкла Джексона має назву «Butterflies» (метелики). Назву легендарної ліверпульської четвірки «The Beatles» утворено на основі каламбуру. Назва поєднує в собі два слова: beat (удар) та beetles (жуки). В української естрадної співачки Аліни Гросу є альбом, пісня та відеокліп під назвою «Бджілка».

## Цікаві факти
- Відомий нідерландський художник Вінсент ван Гог у травні 1889 року написав картину, яку він сам назвав «Бражник мертва голова»[ru] (фр. Sphinx tête de mort). Митець помилився з видом, позаяк він подумав, що перед ним цей рідкісний європейський метелик. Насправді, на картині було зображено іншого представника європейської фауни, а саме сатурнію велику (Saturnia pyri)[25]. У Музеї ван Гога в Амстердамі картину було перейменовано з урахуванням реальної видової назви[26][27].
- Крім образів реальних, у сучасній культурі можна зустріти вигаданих комах. Так, у популярній комп'ютерній грі StarCraft є раса зергів — комахоподібних істот, що мають колективний розум. Образи вигаданих комах активно використовують не лише в комп'ютерних іграх, а й у фільмах, зокрема мультиплікаційних, художніх творах, коміксах тощо.